# Nisída Aféntis Christós
Nisída Aféntis Christós är en ö i Grekland.   Den ligger i regionen Kreta, i den sydöstra delen av landet, 300 km sydost om huvudstaden Aten.